# Cossignano
Cossignano (Cuesegnà, in dialetto locale) è un comune italiano di 870 abitanti della provincia di Ascoli Piceno nelle Marche.

## Geografia fisica
Il territorio di Cossignano, ampio poco più di 15 km², occupa l'area collinare della dorsale fra le sorgenti del torrente Menocchia e del fiume Tesino. Il centro storico potrebbe essere contenuto in un campo di calcio: misura 180 m per 90 m ed è di forma ovoidale. Il centro sorge più elevato del resto del comune protetto dalla cinta muraria. Cossignano è costituito da colline più o meno dolci e alcuni calanchi.

## Storia
Alcuni reperti rinvenuti dagli archeologi mostrano che Cossignano fosse abitato già al tempo dei Piceni. Nel 268 a.C. i Romani occuparono l'area di Cossignano. I Cossinii di Tivoli fecero arrivare un gran numero di schiavi che costruirono una fattoria, disboscarono e resero coltivabili gran parte delle terre circostanti all'attuale comune. I Cossinii avrebbero dunque dato il nome alla zona di fundus Cossinianus o praedium Cossinianum. Un nome più antico dovrebbe essere Castellum Martis, esiste qualche prova sull'esistenza di questo nome rinvenuta nella vicina Cupra Marittima.
Rimane comunque il fatto che il motto di Cossignano sia Ferax et ferox ("Fertile e valoroso"), motto che rivela sia un'attitudine alla coltivazione della terra, sia all'arte militare. Nel 233 a.C. o 232 a.C. i cossignanesi diventano Cives Romani sine suffragio e iscritti alla tribù Velina insieme agli altri Piceni e agli Umbri. Molti vengono arruolati come soldati di professione nell'esercito di Gaio Mario. Si attesta l'esistenza di un certo Cossineo che morì nella guerra spartacica. Ai tempi di Cesare e Pompeo visse forse il cossignanese più potente della storia del piccolo paese: Lucio Afranio. Lucio Afranio si schierò decisamente dalla parte di Pompeo, fu per un certo periodo governatore di Siria, fu eletto console nel 60 a.C. poi però successivamente alla vittoria di Cesare nella battaglia di Farsalo il suo astro declinò in fretta.
Nell'età cristiana e medievale la storia di Cossignano si legò a quella dello Stato Pontificio, poiché il paese entrò stabilmente in questo stato e fu sempre di parte guelfa. Cossignano deve a papa Niccolò IV, il papa ascolano, un primo riconoscimento di autonomia nel 1291. Nonostante da questa data Cossignano era di fatto autonomo la fondazione si fa risalire al 1303 quando papa Bonifacio VIII concesse la Coelestis Paterfamilias. Le ipotesi su perché proprio il 1303 sono: la prima perché ricorreva il millenario del martirio di San Giorgio, la seconda perché in questo anno Cossignano aveva ottenuto fondi sufficienti per costruirsi un comune e una campana. Probabilmente sono vere entrambe.
Durante il medioevo Cossignano ha adottato una politica difensiva, l'unica possibile poiché non contava più di mille abitanti già allora e aveva un castello in una buona posizione. Per far fronte al bisogno di uomini Cossignano chiedeva soprattutto aiuti ad Ascoli e allo Stato Pontificio. Questo gli provocò l'ostilità di Fermo che era interessata a Cossignano per controllare meglio le mosse della sua eterna rivale Ascoli, e dei paesi che diventavano ghibellini. Nel 1229 il duca di Spoleto Rainaldo concesse Cossignano, con facoltà di demolirla, alla vicina Ripatransone, in ricompensa per aver respinto un assedio di parte guelfa; ma la pace tra Federico II e Gregorio IX salvò il castello dalla distruzione.
Nel 1377, il più spavaldo, valoroso ma crudele dei signori ghibellini, Boffo da Massa, con l’aiuto di Rinaldo da Monteverde e degli ascolani si impadronisce di Cossignano e di Castignano; minaccia Carassai, castello del fermano già possesso dei suoi avi. Esiliati gli avversari, sempre nello stesso anno realizza una piccola signoria al confine tra gli stati di Fermo e di Ascoli Piceno costituita da Carassai, Castignano, Cossignano e Porchia. Ha pure mire su Santa Vittoria in Matenano. Nel 1380 Antonio di Acquaviva della famiglia dei duchi di Atri, fece prigioniero Guarniero, figlio di Boffo e lo rinchiuse nel carcere di Santa Vittoria. Lo tenne in ostaggio a lungo e minacciò di ucciderlo se il padre non gli avesse consegnato i castelli di Porchia e Cossignano.
Il 4 settembre 1387 Boffo da Massa viene ucciso a Carassai. Cossignano, il giorno dopo la morte del Tiranno (e Porchia il giorno susseguente) si confederò con Fermo. Passano solo 6 mesi e Cossignano, il 7 maggio 1388 si ribellò e discacciò i Podestà ed i soldati Fermani
Nel 1396, Andrea Tomacelli il governatore della Marca decise di risiedere per un breve periodo a Cossignano che divenne il capoluogo della regione da lui governata. Nel 1581 viene redatto lo statuto del Comune di Cossignano. Oggi questo documento è conservato presso l'Archivio di Stato di Roma e nella British Library di Londra.
All'indomani della nascita del Regno d'Italia gli intellettuali cossignanesi difesero e mantennero l'autonomia del comune, messa in discussione per via delle esigue dimensioni di Cossignano.

### Simboli
Lo stemma e il gonfalone del comune di Cossignano sono stati concessi con il decreto del presidente della Repubblica del 29 agosto 2014.
Stemma
Gonfalone

## Monumenti e luoghi d'interesse
Attualmente diversi turisti vengono a trascorrere un periodo a Cossignano attratti dalla tranquillità del luogo. Alcune chiese, tuttavia, sono rimaste abbandonate alla morte del curatore
Nell'antica chiesa dell'Annunziata sono presenti vari affreschi di scuola crivellesca (attribuiti a Pietro Alemanno), un affresco attribuito a Cola dell'Amatrice, un affresco e una tela di Vincenzo Pagani.
La chiesa di Santa Maria Assunta che contiene diversi dipinti del 1700 e alcuni precedenti. In una teca è inoltre conservato un prezioso reliquario contenente resti di moltissimi santi, un pezzo di croce molto antica, probabilmente medievale, ma che si dice provenire proprio dalla croce di Cristo. Questi due preziosi oggetti sono un dono di Niccolò IV.
Il palazzo comunale che contiene un quadro di grandi dimensioni raffigurante San Giorgio sceso da cavallo fra sant'Antonio abate e sant'Antonio di Padova, una preziosa camicia rossa appartenente a uno dei mille e in cima la campana tubolare risalente al 1303 decorata con uno stemma del comune e una invocazione alla Vergine costituita dalle iniziali dell'Ave Maria e dal motto derivante dall'epitaffio di sant'Agata, Mentem Tuam Sanctam Spontaneam Honorem Deo Et Patriae Liberationem.
Il torrione, dove nelle rievocazioni storiche è possibile, vedere lo stendardo cossignanese raffigurante San Giorgio a cavallo, rivisitazione dell'originale perduto da molto tempo.

## Società

### Evoluzione demografica
Abitanti censiti

### Etnie e minoranze straniere
Secondo i dati ISTAT al 31 dicembre 2015 la popolazione straniera residente era di 61 persone (6,24%).

## Economia

### Artigianato
Tra le attività economiche più tradizionali, diffuse e attive vi sono quelle artigianali, come l'arte del merletto rinomata in tutta Italia.

## Amministrazione
| Periodo           | Periodo           | Primo cittadino     | Partito                          | Carica                  | Note   |
| ----------------- | ----------------- | ------------------- | -------------------------------- | ----------------------- | ------ |
| 7 giugno 1985     | 29 giugno 1990    | Giulio Fioravanti   | Democrazia Cristiana             | Sindaco                 | [ 10 ] |
| 29 giugno 1990    | 24 aprile 1995    | Giulio Fioravanti   | Indipendente                     | Sindaco                 | [ 10 ] |
| 24 aprile 1995    | 14 giugno 1999    | Giulio Fioravanti   | Lista civica                     | Sindaco                 | [ 10 ] |
| 14 giugno 1999    | 14 giugno 2004    | Leo Aurini          | Lista civica                     | Sindaco                 | [ 10 ] |
| 14 giugno 2004    | 8 giugno 2009     | Roberto De Angelis  | Lista civica                     | Sindaco                 | [ 10 ] |
| 8 giugno 2009     | 26 maggio 2014    | Roberto De Angelis  | Lista civica                     | Sindaco                 | [ 10 ] |
| 26 maggio 2014    | 26 maggio 2019    | Roberto De Angelis  | Lista civica Dialogo e sviluppo  | Sindaco                 | [ 10 ] |
| 26 maggio 2019    | 11 maggio 2020    | Giancarlo Vesperini | Lista civica Esperienza e futuro | Sindaco                 | [ 10 ] |
| 11 maggio 2020    | 22 settembre 2020 | Giuseppe Dinardo    |                                  | Commissario prefettizio | [ 10 ] |
| 22 settembre 2020 | in carica         | Roberto Luciani     | Lista civica Cambiamo insieme    | Sindaco                 | [ 10 ] |

## Sport

### Calcio
La squadra di calcio locale è la Cossinea, che milita attualmente in Prima Categoria-Girone D.
Nella stagione 2018/2019 ottiene la promozione in Prima Categoria, la prima volta nella storia del club.